# Pietrarubbia
Pietrarubbia település Olaszországban, Marche régióban, Pesaro és Urbino megyében. Lakosainak száma 601 fő (2023. január 1.). Pietrarubbia Carpegna, Frontino, Macerata Feltria, Piandimeleto és Montecopiolo községekkel határos.

## Népesség
A település lakossága az elmúlt években az alábbi módon változott:
| Lakosok száma | 666  | 668  | 601  |
|               | 2017 | 2018 | 2023 |